# 我的青春
《我的青春》為韓國於2025年9月5日在JTBC電視台播出的金曜系列並在Coupang Play上線的原創韓國劇集，由《柔美的細胞小將》李尚燁導演與《Run On》朴時玄編劇合作，宋仲基與千玗嬉搭檔主演。劇情講述支撐彼此人生最黑暗時期的初戀，時隔十多年後重逢，再次描繪花樣年華的故事。
香港、東南亞、中東及南非等18個地區由Viu作為Viu Original劇集獨家播出，臺灣由friDay影音購入Viu版權同步播出，日本由FOD独家播出，美洲、欧洲、大洋洲、中东、印度由Rakuten Viki播出。

## 演員陣容

### 主要人物
- 宋仲基（青年時期：南多凜[11]） 飾演 宣佑海

曾經是閃耀一時的人氣童星，但因爲大人們的慾望而失去了光芒，逐漸被人們遺忘，現在是好不容易擺脫人生喧囂的小說家兼花卉設計師。在平靜地度過第二人生時，因盛載自己過去的成濟妍出現，讓他想起了被自己遺忘的人生理由。
- 千玗嬉 飾演 成濟妍

曾在富裕的家庭裡無憂無慮地長大，但一瞬間家道中落，她現在活得比任何人都還要激烈。身為被現實追趕、只關注成功的娛樂公司經紀人，她找到了宣佑海並打破了他的平靜。但隨著兩人糾纏在一起，成濟妍也重新審視自己的過去發生了變化。
- 李宙明 飾演 毛泰琳

成濟妍所照顧的演員，童星出身一步步走向成功。偶然與學生時代的初戀意外重逢，迎來新的人生變化。
- 徐志焄 飾演 金錫柱

含著金湯匙出身的稅務師，與佑海親如兄弟。雖然成長過程沒有不足之處，但內心卻感到孤獨；擁有難以接近的叛逆性格，卻是一個無法令人討厭的魅力人物。

### 宣佑海周圍人物
- 趙漢哲

佑海的父親，個性魯莽又不懂事。
- 尹炳熙

佑海的強力盟友。

### 成濟妍周圍人物
- 陳慶

業界屈指可數的娛樂公司代表。
- 李凤辇

充滿熱情的娛樂公司組長。

### 其他人物
- 权乘佑

## 製作與選角
2024年1月新聞報導宋仲基將回歸小螢幕，積極考慮以《我的青春》再次出演愛情劇，其經紀公司HighZium Studio負責製作並從企劃階段就參與其中。6月媒體報導千玗嬉將選擇此劇為下一部作品，7月公布李宙明與徐志焄陸續參演、李鳳輦也繼《Run On》後二度與朴時玄作家合作。8月21日男女主角正式官宣，下半年開始主體拍攝，預計於2025年播出。
2025年3月1日，JTBC於特別節目《JTBC 戲劇黃金陣容》公開了精華片段；3月3日，媒體報導已結束全部拍攝；5月27日，JTBC宣布定檔在九月週末新增的金曜連續劇（每週五播出2集）。

## 外部連結
- Daum上《我的青春》的資料
- 豆瓣电影上《我的青春》的資料 （简体中文）
- 《我的青春》在HanCinema的页面（英文）

## 電視節目的變遷
| JTBC 金曜系列                | JTBC 金曜系列               | JTBC 金曜系列 |
| ---------------------------- | --------------------------- | ------------- |
|                              | 我的青春 （2025年9月5日－） |               |
| 善良的他 （2025年7月18日－） | Love Me （2025年12月－）    |               |